# Consejo de Monumentos Nacionales
El Consejo de Monumentos Nacionales (CMN) es una institución pública chilena, encargada de la protección y tuición del patrimonio cultural y natural, de carácter monumental nacional. Desde su creación en 1925, es un organismo técnico que depende directamente del Ministerio de las Culturas, las Artes y el Patrimonio.

## Historia
El Consejo fue creado por el Decreto Ley N° 651, promulgado el 17 de octubre de 1925 y publicado el 30 del mismo mes, normativa que estuvo en vigor hasta 1970. Este último año se promulgó, el 27 de enero, la Ley de Monumentos Nacionales, la que fue publicada en el Diario Oficial el 4 de febrero de 1970, derogando la antigua normativa.
Durante el periodo de 1926 a 1970, el Consejo declaró 50 monumentos históricos, principalmente fuertes, edificios públicos e iglesias.
Con la dictación de la Ley de Monumentos Nacionales, en 1970, aumentó considerablemente el número de bienes protegidos y su naturaleza. No obstante, no es sino hasta 1994 que la protección del patrimonio cultural y natural de Chile, a través de su labor, comienza a consolidarse con la creación de su secretaría ejecutiva. 
En diciembre del año 2003, el Consejo de Monumentos Nacionales inauguró su propia sede institucional, dando así un paso definitivo para su mejor funcionamiento. 
Desde el año 2006 ha incrementado su presupuesto, lo que ha redundado en acciones específicas sobre los monumentos nacionales, especialmente aquellos que requieren actuaciones de emergencia para garantizar su integridad. 
Desde el año 2018, con la creación del Ministerio de las Culturas, las Artes y el Patrimonio, pasó a ser parte del Servicio Nacional del Patrimonio Cultural y se creó legalmente la Secretaría Técnica del Consejo de Monumentos Nacionales a cargo de un Secretario.
El consejo de monumentos nacionales tiene la misión de coordinar el evento del Día de los Patrimonios de Chile, actividad que se realiza el último fin de semana de mayo y que tiene como misión permitir a la ciudadanía en general conocer y disfrutar del patrimonio cultural, histórico y arquitectónico nacional.

## Secretarios de la Secretaría Técnica del Consejo de Monumentos Nacionales
A continuación se muestra la lista de los Secretarios a cargo de la Secretaría Técnica del Consejo de Monumentos Nacionales.
| Nombre                       | Inicio | Final |
| ---------------------------- | ------ | ----- |
| Ángel Cabeza Monteira        | 1994   | 2006  |
| Óscar Acuña Poblete          | 2006   | 2010  |
| Emilio de la Cerda Errázuriz | 2010   | 2014  |
| José de Nordenflycht Concha  | 2014   |       |
| Ana Paz Cárdenas Hernández   | < 2018 |       |
| Erwin Brevis Vergara         | 2019   | 2025  |

## Estructura
El Consejo de Monumentos Nacionales se compone de los siguientes miembros:
- Del Subsecretario de Patrimonio Cultural, que lo preside.
- Del Director del Servicio Nacional del Patrimonio Cultural, que es su vicepresidente ejecutivo.
- Del Conservador del Museo Histórico Nacional.
- Del Conservador del Museo Nacional de Historia 
Natural.
- Del Conservador del Museo Nacional de Bellas Artes.
- Del Conservador del Archivo Nacional.
- Del Director de Arquitectura de la Dirección General de Obras Públicas.
- De un representante del Ministerio de Vivienda y Urbanismo.
- De un representante de la Sociedad Chilena de Historia y Geografía.
- De un representante del Colegio de Arquitectos de Chile.
- De un representante del Ministerio del Interior.
- De un representante del Ministerio de Defensa.
- De un abogado del Consejo de Defensa del Estado.
- De un representante de la Sociedad de Escritores de Chile.
- De un experto en conservación y restauración de monumentos.
- De un escultor que represente a la Sociedad Nacional de Bellas Artes y a la Asociación de Pintores y Escultores de Chile.
- De un representante del Instituto de Conmemoración Histórica de Chile.
- De un representante de la Sociedad Chilena de Arqueología.
- De un miembro del Instituto de Historia de la Arquitectura de la Facultad de Arquitectura y Urbanismo de la Universidad de Chile.
- De un representante del Consejo Nacional de la Cultura y las Artes.
- De un representante del Servicio Nacional de Turismo.

El presidente de la República designa, cada tres años, a los miembros del Consejo que no lo son por derecho propio, a propuesta de las respectivas instituciones, a excepción del experto en conservación y restauración de monumentos que es propuesto por el Ministerio de Educación y del escultor que es designado a 
propuesta en terna de Sociedad Nacional de Bellas Artes y Asociación de Pintores y Escultores de Chile
El Consejo tiene un secretario encargado de extender las actas, tramitar sus acuerdos y desempeñar las comisiones que se le encomienden y cuya remuneración se consultará anualmente en el presupuesto del Ministerio de Educación. El Secretario tiene el carácter de ministro de fe para todos los efectos legales.
Además, el Consejo designa anualmente de su seno un Visitador General, sin perjuicio de los Visitadores Especiales que pueda nombrar para casos determinados.
En todo caso, el Consejo puede hacerse asesorar por otros especialistas cuando lo estime conveniente.

### Funcionamiento
El Consejo de Monumentos Nacionales puede sesionar en primera citación con ocho de sus miembros y en segunda con un mínimo de cinco, y sus acuerdos se adoptan por mayoría simple de votos.

## Atribuciones
Las funciones del Consejo de Monumentos Nacionales como organismo técnico del Estado de Chile son:

1. Otorgar protección oficial a bienes del patrimonio cultural: declaraciones de Monumentos Nacionales por Decreto (Monumentos Históricos, Zonas Típicas y Santuarios de la Naturaleza). Implica gestión de solicitudes y pronunciamiento a Ministro de Educación.
2. Proteger y velar por la conservación de los Monumentos Nacionales que tienen por el solo ministerio de la ley protección oficial: Monumentos Arqueológicos, Monumentos Paleontológicos y Monumentos Públicos.
3. Supervisar y autorizar las intervenciones en Monumentos Nacionales: intervenciones arquitectónicas y urbanísticas, restauraciones, investigaciones en arqueología y paleontología, obras de infraestructura con incidencia en los Monumentos Nacionales, etc.
4. Elaborar proyectos y normas de intervención (Planes de Manejo, instructivos) en Monumentos Nacionales; ejecutar y/o promover la realización de labores de conservación y promoción.
5. Gestionar la adquisición por parte del Estado de los bienes que convenga que sean de su propiedad, toda vez que los Monumentos Nacionales pueden ser de propiedad pública, fiscal o privada.
6. Llevar el Registro de Museos, autorizar préstamos de colecciones que son Monumentos Nacionales, autorizar salida al extranjero de Monumentos Nacionales y de colecciones de Museos del Estado y colaborar en el combate del tráfico ilícito de los bienes culturales.
7. Participar en el Sistema de Evaluación de Impacto Ambiental en lo relativo a patrimonio monumental. (A partir de la dictación en 1994 de la Ley Nº 19.300 sobre Bases del Medio Ambiente).
8. Operar como organismo técnico encargado de los bienes culturales de la aplicación de la Convención del Patrimonio Mundial, Cultural y Natural de la UNESCO (aprobada por la Conferencia General de este organismo internacional en 1972 y ratificada por Chile en 1980).

Misión y Visión del Consejo de Monumentos Nacionales.

## Monumentos declarados
La siguiente tabla corresponde a un resumen de los monumentos nacionales declarados por decreto al 1 de junio de 2020:
| Región                                     | Monumento Histórico Mueble | Monumento Histórico Inmueble | Santuario de la Naturaleza | Zona Típica | Total | %      |
| ------------------------------------------ | -------------------------- | ---------------------------- | -------------------------- | ----------- | ----- | ------ |
| Arica y Parinacota                         | 2                          | 53                           | 1                          | 2           | 58    | 3,3%   |
| Tarapacá                                   | 6                          | 66                           | 3                          | 5           | 80    | 4,6%   |
| Antofagasta                                | 30                         | 65                           | 2                          | 10          | 107   | 6,2%   |
| Atacama                                    | 2                          | 37                           | 1                          | 1           | 41    | 2,4%   |
| Coquimbo                                   | 5                          | 46                           | 6                          | 6           | 63    | 3,6%   |
| Valparaíso                                 | 33                         | 129                          | 14                         | 23          | 199   | 11,5%  |
| Metropolitana                              | 238                        | 270                          | 11                         | 48          | 567   | 32,7%  |
| O'Higgins                                  | 3                          | 57                           | 3                          | 11          | 74    | 4,3%   |
| Maule                                      | 8                          | 94                           | 6                          | 8           | 116   | 6,7%   |
| Ñuble                                      | 0                          | 12                           | 2                          | 2           | 16    | 0,9%   |
| Biobío                                     | 17                         | 55                           | 2                          | 3           | 77    | 4,4%   |
| La Araucanía                               | 70                         | 32                           | 0                          | 1           | 103   | 5,9%   |
| Los Ríos                                   | 14                         | 44                           | 1                          | 5           | 64    | 3,7%   |
| Los Lagos                                  | 12                         | 49                           | 4                          | 17          | 82    | 4,7%   |
| Aysén                                      | 0                          | 18                           | 2                          | 1           | 21    | 1,2%   |
| Magallanes                                 | 9                          | 51                           | 1                          | 3           | 64    | 3,7%   |
| Patrimonio Cultural Subacuático (nacional) |                            | 1                            |                            |             | 1     | 0,1%   |
| Total                                      | 449                        | 1079                         | 59                         | 146         | 1733  | 100,0% |